# Kartenverlag
Als Kartenverlag wird ein Verlag oder ein Teil einer Verlagsgruppe bezeichnet, dessen hauptsächliches Arbeitsgebiet die Herstellung und der Vertrieb von Landkarten ist. Teilweise sind auch kartografische oder thematische Karten bzw. Reiseführer im Verlagsprogramm.
Unter den Kartenverlagen gibt es eine starke Tendenz zur Bildung von Verlagsgruppen. Dennoch gibt es – ähnlich den Fachbuchverlagen – viele kleine Betriebe, die sich spezialisiert haben. Auch Firmen auf dem GIS-Sektor, manche Zivilingenieure, Akademie-Institute oder fotogrammetrische Vermessungsbüros sind auf dem Sektor der Landkartenherstellung tätig.
Thematische Karten werden u. a. von Landesdiensten der Geologie oder der Bodenkunde hergestellt, weiters von Gemeinden und der Raumplanung oder von Geografischen Hochschulinstituten. Sie werden wegen ihrer Vielfalt und beschränkten Märkte unten nicht angeführt.

## Amtliche Kartografie

### Deutschland
- Bundesamt für Kartographie und Geodäsie, Frankfurt am Main
- Bundesamt für Seeschifffahrt und Hydrographie, Hamburg und Rostock
- Geologisches Landesamt und Landesvermessungsamt (jeweiliges Bundesland)

### Österreich
- Bundesamt für Eich- und Vermessungswesen, Wien
- Geologische Bundesanstalt, Wien

### Schweiz
- Bundesamt für Landestopografie, Wabern bei Bern

### Dänemark
- Geodatastyrelsen, Kopenhagen

### Frankreich
- Institut national de l’information géographique et forestière, Paris

### Großbritannien
- Ordnance Survey, Southampton

### Irland
- Ordnance Survey Ireland, Dublin

### Italien
- Hydrographisches Institut der Marine Genua, Genua
- Militärgeographisches Institut Florenz, Florenz

### Norwegen
- Kartverket, Hønefoss

### Schweden
- Lantmäteriet, Gävle

### Argentinien
- Instituto Geográfico Nacional

### Australien
- Geoscience Australia, Canberra

### Indien
- Survey of India, Dehradun

### Vereinigte Staaten
- United States Geological Survey, Reston (Virginia)

## Vereine als Herausgeber von Kartenwerken

### Deutschland
- Deutscher Alpenverein, München
- Eifelverein, Düren
- Verlag des Schwäbischen Albvereins, Stuttgart
- Taunusklub, Frankfurt am Main

### Österreich
- Österreichischer Alpenverein, Innsbruck

### Frankreich
- Club Vosgien, Straßburg

### Vereinigte Staaten
- American Automobile Association

## Kommerzielle Kartografieanstalten und -verlage

### Deutschland
- Alpenverlag, München
- Bielefelder Verlag, Bielefeld
- Bollmann-Bildkarten-Verlag, Braunschweig
- Busche Verlagsgesellschaft, Dortmund
- Fritsch Landkartenverlag, Hof (Saale)
- Ganske-Verlagsgruppe, München mit Polyglott
- grünes herz, Ilmenau
- Kartographische Kommunale Verlagsgesellschaft, Nordhausen
- Kommunalverlag Tacken (KVplan), Essen
- Kunth Verlag, München
- MairDumont, Ostfildern mit ADAC Kartografie, Falk-Verlag, Kompass Karten, Marco Polo, Wanderkartenverlag Walter Mayr, Shell Kartografie
- Nelles-Verlag, München
- NV-Verlag, Eckernförde
- Publicpress-Verlag, Geseke
- Verlagsgruppe Reise Know-How, Bielefeld
- Michael Seipp Kartographie & Verlag, Frankfurt am Main
- Städte-Verlag E. v. Wagner & J. Mittelhuber GmbH, Fellbach (vorher Stuttgart-Bad Cannstatt)

### Österreich
- Verlag Esterbauer, Rodingersdorf
- Freytag & Berndt, Wien
- Verlag Ed. Hölzel, Wien

### Schweiz
- Hallwag Kümmerly+Frey, Schönbühl

### Frankreich
- Michelin, Clermont-Ferrand

### Italien
- Athesia Tappeiner Verlag, Bozen
- Istituto Geografico Centrale, Turin
- Casa Editrice Tabacco, Tavagnacco

### Vereinigte Staaten
- DeLorme, Yarmouth (Maine)
- Rand McNally, Skokie

### Ehemalige Kartenverlage
- CartoTravel, Frankfurt am Main, früher Ravensteins Geographische Verlagsanstalt mit Haupka
- Collins Bartholomew, Edinburgh
- Geographisches Institut Weimar, Weimar
- JRO-Verlag, München
- Kartographia Winterthur, Winterthur
- Landkartenverlag Berlin, Berlin
- Mittelbach’s Verlag, Leipzig, zusammen mit der Graphischen Kunstanstalt „Globus“, Kötzschenbroda
- RECO Kartographie und Verlag, Dreieich
- Simon Schropp & Co., Berlin
- Tourist Verlag, Berlin und Leipzig